# Na sopkah Man'chzhurii
"Na sopkah Man'chzhurii" (tiếng Nga: На сопках Маньчжурии, nghĩa là "Trên núi đồi Mãn Châu") là một tác phẩm khí nhạc được Ilya Alekseevich Shatrov viết năm 1906 theo điệu valse để tưởng niệm những tử sĩ Nga ở Mãn Châu. Bản nhạc được nhà thơ Stepan Gavrilovich Petrov đặt lời và trở thành bài hát.
"Na sopkah Man'chzhurii" đã trở thành một trong những tác phẩm âm nhạc Nga phổ biến nhất. Có nhiều dị bản tồn tại song song với nguyên bản.

## Nội dung
Shatrov là một nhạc sĩ quân đội tham gia Chiến tranh Nga-Nhật (1904-1905). "Na sopkah Man'chzhurii" của ông đề cập đến trận Phụng Thiên ở Mãn Châu - trận đánh lớn trên bộ cuối cùng giữa hai phe Nga-Nhật mà tại đó Nga bị Nhật đánh tan tác. Nội dung bài hát tưởng niệm những chiến sĩ trung đoàn Moksha đã ngã xuống.

## Bối cảnh lịch sử
Tháng 2 năm 1905, Trung đoàn Bộ binh Dự bị 214 mang tên Moksha giao tranh ác liệt với quân đội Nhật Bản và gánh chịu liên tiếp các đòn tấn công từ đối phương. Vào thời khác khi sắp thất bại, chỉ huy trung đoàn Petr Pobyvanec ra lệnh do cho đội cầm cờ và dàn quân nhạc tiến lên. Dưới sự cổ vũ của những giai điệu đó, quân Nga xông pha phá được vòng vây. Kết thúc trận chiến, chỉ huy trung đoàn bỏ mạng, quân số từ 4000 thiệt hại còn 700, riêng dàn quân nhạc chỉ còn bảy nhạc sĩ. Vì chiến công này tất cả các nhạc sĩ trong ban nhạc đều được thưởng huân chương thánh George còn dàn nhạc được thưởng kèn trumpet bạc danh dự.

## Lịch sử bài hát
Sau chiến tranh Nga-Nhật, trung đoàn Moksha ở lại Mãn Châu thêm một năm nữa. Tại đây Shatrov bắt đầu đặt bút viết bản valse "Trung đoàn Moksha trên núi đồi Mãn Châu" tưởng nhớ những người đã chết.
Ngày 18 tháng 9 năm 1906, trung đoàn Moksha được điều đến tỉnh Samara. Tại đây Shatrov gặp giáo viên kiêm nhà soạn nhạc nghiệp dư Oskarom Filippovichem Knaubom (Оскаром Филипповичем Кнаубом) và được ông này giúp sức đáng kể để hoàn thành bản nhạc. Mùa hè 1907, bản nhạc "Trung đoàn Moksha trên núi đồi Mãn Châu" được bán ra thị trường.
Bản nhạc được biểu diễn lần đầu vào năm 1908 với dàn kèn đồng. Tuy công chúng tỉnh Samara ban đầu khá hờ hững với bản nhạc, sau đó bản valse dần được truyền bá rộng rãi và đến năm 1910 thì đĩa hát này trở thành thời thượng. Bản valse được tái bản 82 lần chỉ trong vòng ba năm đầu sau sáng tác.
Phiên bản lời đầu tiên là do nhà thơ Stepan Gavrilovich Petrov soạn ra.
Do quá phổ biến mà bản valse bị xâm phạm bản quyền. Nhiều hãng đĩa cứ tái bản để bán mà không còn trả tiền cho tác giả hay người biểu diễn. Chỉ khi luật bản quyền đầu tiên của Nga ra đời năm 1911 thì Shatrov mới tìm cách bảo vệ quyền lợi và đòi chia phần trong số tiền thu được.
Cuối Thế chiến thứ hai, bài này thường được phát trên sóng vô tuyến và biểu diễn trong nhà hát trong các phút giây trang nghiêm, kỉ niệm chiến thắng quân phiệt Nhật của Hồng quân Liên Xô tại Mãn Châu.
Joseph Stalin coi thất bại của Nga trong chiến tranh Nga-Nhật là quốc nhục và rất thích nghe bài hát này.